# Adrian Karberg
Adrian Karberg (* im 20. Jahrhundert) ist ein deutscher Filmproduzent und Filmagent seit 2005.

## Leben
Gemeinsam mit Jochen Alexander Freydank ist er zu gleichen Teilen Inhaber der 1999 gegründeten Produktionsfirma Mephistofilm (GbR). Größter Erfolg des Unternehmens ist der Kurzfilm Spielzeugland, der zahlreiche Auszeichnungen und 2009 einen Oscar erhielt.
Seit 2005 ist er Geschäftsführer der Agentur trinitymovie zusammen mit Monika Krawinkel. Er ist Gastdozent am Institut für Schauspiel, Film- und Fernsehberufe (iSFF) und an der Filmuniversität Babelsberg.
Ab 2022 zieht er sich aus dem Filmgeschäft zurück. Er lebt mit seiner Frau auf den Seychellen.

## Filmografie (Auswahl)
- 1992: Mutter mit 16, TV-Film, (Aufnahmeleiter)
- 1993: Harry und Sunny, Serie, (Aufnahmeleiter)
- 1994: Wie Pech und Schwefel, Serie, (Aufnahmeleiter)
- 1995/1996: Echte Kerle Kino, (Erster Aufnahmeleiter)
- 1996: Soy Bonita, Bin ich Schön, Doris Dörrie, Kino Spanien, (Erster Aufnahmeleiter)
- 1996: Das Mädchen Rosemarie, TV-Film, (Produktionsleiter Berlin)
- 1996: Eine besondere Liebe, Episode der Rosamunde Pilcher-Reihe, TV-Film
- 1996: Der Tierdoktor, TV-Film (Assistent des Produktionsleiters)
- 1997: NDANGI, 90 min ZDF in Namibia
- 1997: Who is perfekt, 90 min Fernsehspiel
- 1998: Einsteins Ende, TV Movie, (Produktionsleiter)
- 1998: Mrs Cameron, TV 90 in Plymouth, Südengland
- 1999: Glückliches Ende, (Produzent)
- 1999: Der Clown, 4x 90 min Specials in Portugal, (Produktionsleiter)
- 2001: Der Präsident, Tatort
- 2001: Im Chaos..., 90 min Fernsehfilm
- 2001: Fette Krieger, Tatort-Episode, (Produktionsleiter)
- 2002: 17 Juni, der Aufstand, TV Movie
- 2002: Schlaraffenland, Tatort-Episode
- 2002/2003: Ein Schiff wird kommen Kinofilm, (Produzent)
- 2004: Berlin, Berlin, TV-Serie, zehn Episoden, (Produktionsleiter)
- 2004: Zwei Schwestern, TV-Film
- 2004: Ich will laufen – Der Fall Dieter Baumann, TV-Film
- 2004/2005: Spiele der Macht – 11011 Berlin
- 2007/2008: Spielzeugland (Produzent), Oscar/Bester Kurzfilm 2009